# Académie royale de peinture et de sculpture
Académie royale de peinture et de sculpture var en konstakademi för måleri och skulptur i Paris som bildades 1648 genom tillstånd av Ludvig XIV. Akademin stängde i samband med den franska revolutionen 1793. Efterföljaren blev Académie des Beaux-Arts som fortfarande existerar.